# Raionul Muncaci (pre-2020), Transcarpatia
Muncaci (în ucraineană Мукачівський район, transliterat: Mukacivskîi raion) este un raion în regiunea Transcarpatia, Ucraina. Reședința sa este orașul regional Muncaci, care nu aparține raionului.

## Demografie
Componența lingvistică a raionului Muncaci
     Ucraineană (84,22%)
     Maghiară (13,83%)
     Alte limbi (1,57%)
Conform recensământului din 2001, majoritatea populației raionului Muncaci era vorbitoare de ucraineană (84,22%), existând în minoritate și vorbitori de maghiară (13,83%).